# Чесноков, Ислам Хусиевич
Ислам Хусиевич Чесноков (род. 21 ноября 1999, Усть-Каменогорск) — казахстанский футболист, полузащитник клуба «Тобол» и сборной Казахстана.

## Карьера

### «Алтай»
Воспитанник футбольной академии усть-каменогорского клуба «Алтай». В 2018 году футболист отправился выступать за молодёжную команду клуба «Алтай М». В сезоне 2020 года футболист присоединился к основной команде клуба. Дебютировал за клуб футболист 15 сентября 2020 года в матче против «Турана», выйдя на замену на 63 минуте. Дебютный гол за клуб футболист забил в своём следующем матче 21 сентября 2020 года против «Мактаарала», также отличившись своей первой результативной передачей. Футболист смог быстро закрепиться в основной команде клуба, отличившись забитым голом и 2 результативными передачами. По окончании сезона футболист покинул казахстанский клуб.

### «Белшина»
В апреле 2021 года футболист стал игроком белорусской «Белшины». Дебютировал за клуб футболист 24 апреля 2021 года в матче против новополоцкого «Нафтана», выйдя на замену на 76 минуте. Дебютный гол за клуб футболист забил 19 июня 2021 года в матче против «Лиды». В матче 21 ноября 2021 года против «Лиды» футболист оформил свой первый дубль. По итогу сезона футболист вместе с клубом стал серебряным призёром Первой лиги, получив прямое повышение в Высшую лигу. На протяжении сезона футболист был одним из основных игроков клуба, отличившись 7 забитыми голами. В январе 2022 года футболист покинул белорусский клуб, отправившись на сборы с казахстанским «Каспием».
В конце января 2022 года футболист вернулся в бобруйскую «Белшину», продлил с клубом контракт до конца сезона. Новый сезон футболист начал 20 марта 2022 года с дебютного матча в Высшей лиге против могилёвского «Днепра», выйдя на замену на 75 минуте. Первым в сезоне забитым голом за клуб футболист отличился 21 мая 2022 года в матче против «Ислочи». На протяжении сезона футболист был одним из ключевых игроков бобруйского клуба, за который успел отличиться 3 забитыми голами и 6 результативными передачами. По итогу сезона футболист помог бобруйскому клубу сохранить прописку в Высшей лиге. По окончании сезона футболист покинул белорусский клуб.

### «Тобол»

#### Сезон 2023
В январе 2023 года проходил просмотр в российском клубе «Ахмат». В конце января 2023 года появилась информация, что футболист пополнит ряды казахстанского клуба «Тобол». В феврале 2023 года присоединился к казахстанскому клубу. Дебютировал за клуб 4 марта 2023 года в матче против клуба «Аксу», также забив свой дебютный гол. В июле 2023 года вместе с клубом отправился на квалификационные матчи Лиги конференций УЕФА. Дебютный матч в рамках еврокубкового турнира сыграл 13 июля 2023 года в первом квалификационном раунде против финского клуба «Хонка», отличившись результативной передачей. Во втором квалификационном рануде 27 июля 2023 года в матче против швейцарского «Базеля» отличился забитым голом. Вместе с клубом вышел в раунд плей-офф квалификаций Лиги конференций УЕФА, победив ирландский клуб «Дерри Сити», где по сумме матчей уступил чешской «Виктории», тем самым завершив свою еврокубковую компанию. На протяжении всего сезона был одним из ключевых игроков клуба, вместе с которым закончил чемпионат на итоговом восьмом месте. По итогу сезона  вместе с клубом также стал обладателем Кубка Казахстана, где в финале 4 ноября 2023 года победили клуб «Ордабасы», а футболист забил единственный и победный гол. Всего за сезон отличился 8 забитыми голами и 2 результативными передачами.

#### Сезон 2024
В декабре 2023 года казахстанские СМИ сообщали, что футболист может продолжить карьеру в греческих или турецких клубах. В январе 2024 года продлил контракт с клубом ещё на сезон. Новый сезон начал с победы за Суперкубок Казахстана, где в матче 25 февраля 2024 года в послематчевой серии пенальти победили «Ордабасы». Первый матч в чемпионате сыграл 2 марта 2024 года против клуба «Туран», выйдя на поле в стартовом составе. Первым результативным действием за клуб в сезоне отличился 13 апреля 2024 года в матче Кубка Казахстана против «Кайсара», отдав голевую передачу. Первым забитым голом в сезоне отличился 8 мая 2024 года в матче Кубка Казахстана против «Астаны». Первым забитым в чемпионате отличился 1 июня 2024 года в матче против «Кайсара». В матче 30 июня 2024 года против «Актобе» отличился забитым дублем. В июле 2024 года вместе с клубом отправился на квалификационные матчи Лиги Европы УЕФА, где «Тобол» по сумме матчей уступил словацкому клубу «Ружомберок», а сам футболист отличился результативной передачей. Затем футболист вместе с клубом отправились во второй квалификационные раунд Лиги конференций УЕФА, где по сумме матчей уступили швейцарскому «Санкт-Галлену». Очередным забитым дублем за клуб отличился 18 августа 2024 года в матче против клуба «Жетысу». По итогу сезона вместе с клубом завершил чемпионат на итоговом пятом месте. На протяжении сезона выступал за клуб в роли одного из ключевых игроков, отличившись 11 забитыми голами и 6 результативными передачами. Также футболист стал одним из лучшим бомбардиром чемпионата, поделив эту строчку с бразильцем Жуаном Паулу и белорусом Николаем Сигневичем, также став лучшим казахстанским футболистом по итогу 2024 года.

#### Сезон 2025
В январе 2025 года сообщалось, что к футболисту проявляют интерес шотландский «Харт оф Мидлотиан», португальская «Боавишта» и датский «Мидтьюлланн». В феврале 2025 года в услугах футболиста были заинтересованы «Пари Нижний Новгород», «Ахмат» и ещё ряд российский клубов, которым было предложены услуги футболиста. Новый сезон начал 1 марта 2025 года с матча против клуба «Улытау», выйдя на поле в стартовом составе, отличившись также своими первым забитым голом и голевой передачей. В апреле 2025 года появилась информация, что футболист ведёт переговоры с шотландским клубом «Харт оф Мидлотиан», который хочет заключить предварительный контракт. Спустя несколько дней также сообщили, что португальская «Боавишта» хочет оформить полноценный трансфер футболиста. В начале июля 2025 года сообщалось, что самарские «Крылья Советов» готовы оформить трансфер игрока, однако сам казахстанец по информации британских СМИ уже подписал предварительный контракт с шотландским клубом «Харт оф Мидлотиан».

## Международная карьера
В сентябре 2023 года футболист получил вызов в национальную сборную Казахстана. Дебютировал за сборную 7 сентября 2023 года в матче против сборной Финляндии. Дебютными голами за сборную футболист отличился 17 ноября 2023 года в матче против сборной Сан-Марино, оформив дубль.

## Достижения
«Тобол»
- Обладатель Кубка Казахстана: 2023
- Обладатель Суперкубка Казахстана: 2024

## Статистика выступлений

### Клубная карьера
| Клуб             | Сезон            | Лига | Лига | Кубки | Кубки | Еврокубки | Еврокубки | Итого | Итого |
| Клуб             | Сезон            | Игры | Голы | Игры  | Голы  | Игры      | Голы      | Игры  | Голы  |
| Алтай            |                  |      |      |       |       |           |           |       |       |
| ---------------- | ---------------- | ---- | ---- | ----- | ----- | --------- | --------- | ----- | ----- |
| Алтай            | 2018             | 4    | 0    | 0     | 0     | —         | —         | 4     | 0     |
| Алтай            | 2019             | 0    | 0    | 0     | 0     | —         | —         | 0     | 0     |
| Алтай            | 2020             | 11   | 1    | —     | —     | —         | —         | 11    | 1     |
| Алтай            | Итого            | 15   | 1    | 0     | 0     | —         | —         | 15    | 1     |
| → Алтай М        | 2018             | 25   | 3    | —     | —     | —         | —         | 25    | 3     |
| → Алтай М        | 2019             | 25   | 2    | —     | —     | —         | —         | 25    | 2     |
| → Алтай М        | Итого            | 50   | 5    | —     | —     | —         | —         | 50    | 5     |
| Белшина          | 2021             | 28   | 7    | 2     | 0     | —         | —         | 30    | 7     |
| Белшина          | 2022             | 27   | 3    | 2     | 0     | —         | —         | 29    | 3     |
| Белшина          | Итого            | 55   | 10   | 4     | 0     | —         | —         | 59    | 10    |
| Тобол            | 2023             | 22   | 5    | 6     | 2     | 6         | 1         | 34    | 8     |
| Тобол            | 2024             | 21   | 10   | 4     | 1     | 4         | 0         | 29    | 11    |
| Тобол            | 2025             | 17   | 7    | 2     | 0     | —         | —         | 19    | 7     |
| Тобол            | Итого            | 60   | 22   | 12    | 3     | 10        | 1         | 82    | 26    |
| Всего за карьеру | Всего за карьеру | 180  | 38   | 16    | 3     | 10        | 1         | 206   | 42    |

### Выступления за сборную
| Сборная   | Год   | Отборочные матчи ЧМ | Отборочные матчи ЧМ | Отборочные матчи ЧЕ | Отборочные матчи ЧЕ | Лига наций УЕФА | Лига наций УЕФА | Товарищеские матчи | Товарищеские матчи | Итого | Итого |
| Сборная   | Год   | Игры                | Голы                | Игры                | Голы                | Игры            | Голы            | Игры               | Голы               | Игры  | Голы  |
| --------- | ----- | ------------------- | ------------------- | ------------------- | ------------------- | --------------- | --------------- | ------------------ | ------------------ | ----- | ----- |
| Казахстан | 2023  | −                   | −                   | 4                   | 2                   | −               | −               | −                  | −                  | 4     | 2     |
| Казахстан | 2024  | −                   | −                   | 1                   | 0                   | 5               | 0               | 2                  | 1                  | 8     | 1     |
| Казахстан | 2025  | 3                   | 0                   | −                   | −                   | −               | −               | 2                  | 0                  | 5     | 0     |
| Итого     | Итого | 3                   | 0                   | 5                   | 2                   | 5               | 0               | 4                  | 1                  | 17    | 3     |